# Parasemia stotzneri
Parasemia stotzneri là một loài bướm đêm thuộc phân họ Arctiinae, họ Erebidae.